# Corbélia
Corbélia – miasto i gmina w Brazylii, w stanie Parana. Znajduje się w mezoregionie Oeste Paranaense i mikroregionie Cascavel.